# Arrondissement de Main-Tauber
L'arrondissement de Main-Tauber est un arrondissement ("Landkreis" en allemand) de Bade-Wurtemberg (Allemagne) situé dans le district ("Regierungsbezirk" en allemand) de Stuttgart. Son chef lieu est Tauberbischofsheim.

## Villes, communes & communautés d'administration
(nombre d'habitants en 2006)
| Städte 1. Bad Mergentheim (22 457) 2. Boxberg (7 245) 3. Creglingen (4 894) 4. Freudenberg (3 985) 5. Grünsfeld (3 808) 6. Külsheim (5 675) 7. Lauda-Königshofen (15 106) 8. Niederstetten (5 462) 9. Tauberbischofsheim (13 312) 10. Weikersheim (7 584) 11. Wertheim (24 365) Verwaltungsgemeinschaften bzw. Gemeindeverwaltungsverbände 1. Vereinbarte Verwaltungsgemeinschaft der Stadt Bad Mergentheim mit den Gemeinden Assamstadt und Igersheim 2. Vereinbarte Verwaltungsgemeinschaft der Stadt Boxberg mit der Gemeinde Ahorn 3. Vereinbarte Verwaltungsgemeinschaft der Stadt Grünsfeld mit der Gemeinde Wittighausen 4. Vereinbarte Verwaltungsgemeinschaft der Stadt Tauberbischofsheim mit den Gemeinden Großrinderfeld, Königheim und Werbach | Gemeinden 1. Ahorn (2 312) 2. Assamstadt (2 090) 3. Großrinderfeld (4 083) 4. Igersheim (5 633) 5. Königheim (3 282) 6. Werbach (3 570) 7. Wittighausen (1 716) |

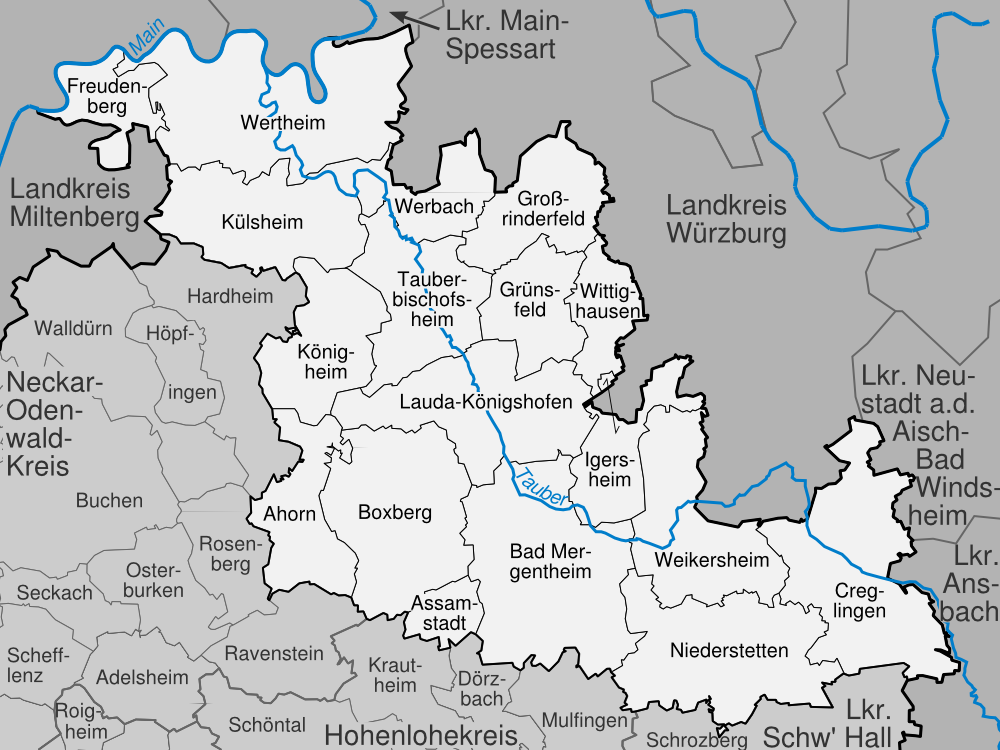
Localisation des communes dans l'arrondissement